# 에니와역
에니와역(일본어: 恵庭駅)은 일본 홋카이도 에니와시에 위치한 홋카이도 여객철도의 철도역이다. 역 번호는 H10이며, 상대식 승강장 2면 2선의 구조를 갖춘 지상역이다.

## 타는 곳
| 1 | ■ 지토세 선 | 상행 | 지토세 · 신치토세쿠코 · 도마코마이 방면               |
| 2 | ■ 지토세 선 | 하행 | 신삿포로 · 삿포로 · 데이네 · 오타루 · 아사히카와 방면 |

## 이용 현황
| 승차 인원 추이 | 승차 인원 추이 |
| 연도           | 1일 평균       |
| -------------- | -------------- |
| 2001           | 3,244          |
| 2002           | 3,840          |
| 2003           | 4,096          |
| 2004           | 4,398          |
| 2005           | 4,860          |
| 2006           | 5,205          |
| 2007           | 5,447          |
| 2008           | 5,676          |
| 2009           | 5,863          |
| 2010           | 6,133          |
| 2011           | 6,546          |
| 2012           | 6,740          |
| 2013           | 6,937          |

## 역 주변
- 도오 자동차도 에니와 나들목
- 국도 제36호선
- 에니와 시청
- 삿포로 신용금고 · 홋카이도 은행 에니와 지점
- 호쿠요 은행 에니와추오 지점

## 인접 역
| 홋카이도 여객철도 ■ 치토세 선         | 홋카이도 여객철도 ■ 치토세 선 | 홋카이도 여객철도 ■ 치토세 선        |
| ------------------------------------- | ----------------------------- | ------------------------------------ |
| H07 기타히로시마 삿포로 · 오타루 방면 | ● 쾌속 "에어포트"             | H13 치토세 신치토세 공항 방면        |
| H09 메구미노 삿포로 · 오타루 방면     | ● 보통                        | H11 삿포로 맥주 정원 도마코마이 방면 |